# Шотци
Эшли Луиза Урбански (англ. Ashley Louise Urbanski, род. 14 марта 1992, Санта-Клара, Калифорния) — американская женщина-рестлер. В настоящее время она выступает в WWE на бренде SmackDown под именем Шо́тци (англ. Shotzi), сокращенное от её предыдущего имени Шотци Блэкхарт (англ. Shotzi Blackheart).

## Ранняя жизнь
Эшли Луиза Урбански родилась в округе Санта-Клара пригороде Сан-Франциско, Калифорния, 14 марта 1992 года. У неё филиппинское и польское происхождение.

## Карьера в рестлинге

### Ранняя карьера (2014—2019)
Урбански начала свою карьеру в Hoodslam в Окленде, Калифорния, в 2014 году в качестве Мисси Хайаяшит, чирлидерши-менеджера в группировке Stoner U. Она также часто появлялась на независимой калифорнийской сцене, выступая в таких промоушенах, как All Pro Wrestling, Bar Wrestling и Big Time Wrestling. В июне 2017 года она встретилась с будущими коллегами по NXT Кэндис ЛеРей и Рэйчел Эллеринг в APW Cow Palace Royale.
Урбански дебютировала в Shimmer Women Athletes 11 ноября 2016 года. В 2018 году Блэкхарт начала выступать в Impact Wrestling. На Evolve 137 11 октября 2019 года Уильям Ригал предложил Урбански контракт с WWE во время необъявленного появления.

### WWE
В 2022 году заработала право на участие в заглавном женском матче на премиум-шоу Money in the Bank, однако победить не смогла. 11 ноября на Smackdown 6-сторонний матч за претендентство выиграла Шотци. Этот матч был назначен на Survivor Series WarGames. На Smackdown 18 ноября Шотци победила жестокую подругу Роузи Шейну Баслер, заявив о своих претензиях на победу. На Survivor Series Шотци проиграла, уступив Роузи в достаточно коротком матче, который некоторое время проходил в зрительском зале.

## Титулы и достижение
- Alternative Wrestling Show
  - Чемпион AWS среди женщин (1 раз)[12]
- East Bay Pro Wrestling
  - Чемпион EBPW среди леди (1 раз)[13]
- Gold Rush Pro Wrestling
  - Чемпион «Госпожа Удача» GRPW (1 раз)[14]
- Hoodslam
  - Лучший спортсмен Восточного залива (1 раз)[15]
  - Межгалактический командный чемпион (1 раз) — с Джоуи Райаном[16]
- IWA Mid-South
  - Чемпион IWA Mid-South среди женщин (1 раз)[17]
- Pro Wrestling Illustrated
  - № 30 в топ 150 женщин-рестлеров в рейтинге PWI Women’s 150 в 2021[18]
- Rise Wrestling
  - Чемпион Phoenix of RISE (1 раз)[19]
- Sabotage Wrestling
  - Чемпион по войне полов Sabotage (2 раза)[20]
- Shine Wrestling
  - Нова-чемпион Shine (1 раз)[21]
- WWE
  - Командный чемпион NXT среди женщин (1 раз) — с Эмбер Мун[22]
  - Премия по итогам года NXT (1 раз)
    - Прорывная звезда года (2020)[23]